# Yasovarman II.
Yasovarman II. († 1166) war der Herrscher des Khmer-Reichs von 1160 bis 1166. Er trat die Nachfolge von Suryavarman II. an. Seine Regierung endete mit seiner Ermordung durch einen seiner Untertanen.